# ジョシュ・パウエル
ジョシュ・パウエル（Josh Powell, 1983年1月25日 - ）は、アメリカ合衆国サウスカロライナ州チャールストン出身のバスケットボール選手。ポジションはパワーフォワード。身長206cm、体重109kg。

## 経歴

### NBA以前
ノースカロライナ州立大学でプレイしたパウエルは2年生時、平均12.4ポイント5.2リバウンドを記録し、2003年のNBAドラフトにアーリーエントリーする。しかしパウエルはどのチームからも指名を得られず、ヨーロッパで2シーズンプレーする事になった。ヨーロッパで3つのチームをわたり歩いたパウエルは、2005-2006シーズンついにダラス・マーベリックスとの契約を結び、NBAでのキャリアをスタートさせた。

### NBA
2005-2006シーズン、パウエルは試合が決まった時間帯でしか出場機会を得られず、Dリーグに送られるという憂き目にもあった。しかし、ジョシュ・ハワードのバックアップを務めていたキース・ヴァン・ホーンの負傷をきっかけにプレータイムを延ばし始める。シーズン終盤、チームはプレイオフ出場を早々に決めたため主力のダーク・ノヴィツキーを休ませ、結果的にパウエルの出場機会は増えた。その年、チームはNBAファイナルに進出したものの、マイアミ・ヒートに破れている。 2006年オフ、パウエルはダレル・アームストロングらと共にアンソニー・ジョンソンとの引き換えでインディアナ・ペイサーズへ放出された。
2007年1月17日、パウエルはスティーブン・ジャクソン、シャルーナス・ヤシケヴィチュス、およびアル・ハリントンと共にトロイ・マーフィー、マイク・ダンリービー・ジュニア、アイク・ディオグ、およびキース・マクロードとのトレードでゴールデンステート・ウォリアーズに移籍した。そして2007年オフ、パウエルはロサンゼルス・クリッパーズと契約した。しかしチームはビッグマンの飽和状態にあったため、パウエルを解雇した。
2008年オフ、ロサンゼルス・レイカーズは、それまでパワーフォワードの控えで活躍していたロニー・トゥリアフとの再契約に失敗し、その後釜としてパウエルとの契約を結んだ。
レイカーズでは先発センターのアンドリュー・バイナムの負傷により、かなりの出場機会に恵まれパウエル自身の最高のシーズンとなった。 その後、バイナムの復帰によりプレータイムは減少したものの、チームは2年連続でNBAファイナルに進出。ファイナルでパウエルはベンチ要員としてチームに貢献。チームはオーランド・マジックに対し4勝1敗で勝利し、パウエルにとっては初のチャンピオンリング獲得となった。その翌年もボストン・セルティックスに対し4勝3敗で勝利し、2度目のチャンピオンリングを獲得した。
2010年オフ、アトランタ・ホークスと契約した。2011年から2012年にかけては、中国、プエルトリコの海外プロリーグでプレーした。
2012年9月のトレーニングキャンプ直前に、サンアントニオ・スパーズと契約したが、シーズン開幕前に解雇された。
その後パウエルは再び海外リーグでプレーすることになり、2012-2013シーズンはオリンピアコスBCでプレーし、ユーロリーグ優勝を経験。2013-2014シーズンは広東サザンタイガースとフィリピンでプレーした。
2014-2015シーズンはヒューストン・ロケッツと契約するも解雇され、アシスタントコーチとして再契約。2015-2016シーズンはミルウォーキー・バックスのシーズンキャンプに参加したものの開幕前に解雇され、アルゼンチン、プエルトリコでプレーしている。